# Рошел
Рошел (на италиански: Roshelle), псевдоним на Росèла Дѝсколо; * 18 септември 1995 в Лоди, Италия) е италианска певица и рапърка.
Постига популярност през 2016 г. благодарение на участието си в десетото издание на шоуто за таланти X Factor, където се класира на четвърто място и подписва договор със Сони Мюзик Италия. Дебютният ѝ сингъл, озаглавен What U Do to Me е платинен за продажби през 2018 г., а дебютното ѝ EP, кръстено на едноименния ѝ сингъл, е със златен сертификат към 2017 г. През 2020 г., след като си сътрудничи с рапъра Джеолиер за ремикса на сингъла Na Catena, който в момента е платинен, тя се присъединява към Таурус Мюзик и подписва договор за запис с Айлънд Рекърдс.

## Биография
Рошел е с произход от Кампания, но е родена и израснала в град Лоди. Тя се доближава до музиката, започвайки да пее на 3-годишна възраст, повлияна и подтиквана от родителите си, които винаги са били много близо до света на шоуто и изкуството. По време на началното училище е избрана да бъде част от хора на Катедралата на Лоди от Дон Пиеро Панцети, който е първият, който признава вокалните ѝ способности. Скоро след това започва да учи първо китара, а след това пиано (което учи 11 години), първо частно, а впоследствие в Академията „Франкино Гафурио“ в Лоди, където продължава и обучението си по пеене и танци. В юношеството си се запалва много по американската хип-хоп музика, развивайки в гимназията предразположение към рап музиката. През 2014 г. заедно с бившия си мениджър и приятел Париде отваря своя Ютюб канал, като по този начин дава живот на истинския музикален проект „Рошел“. В канала си тя предлага кавъри на известни парчета, в които също демонстрира уменията си в свободния стил чрез пренаписване или добавяне към кавърите на рап рими, написани от нея на английски език.

### Участие вX Factor 10и договор със Сони (2016)
През лятото на 2016 г. тя участва в селекциите за десетото издание на шоуто за таланти X Factor. Сестра ѝ Кристиана също взима участие в тези прослушвания, но не излиза извън началната фаза на програмата. На прослушванията Рошел представя реинтерпретация на Lighters на Бед Мийтс Ивъл и Бруно Марс, в която предлага и свободен стил на английски език, спечелвайки четирите „да“ на журито и овациите на публиката. Във фазата на bootcamp тя се представя с Black Widow на Иги Азалия и Рита Ора, като по този повод също предлага свободен стил. След като минава всички първоначални етапи на програмата, тя получава достъп до вечерната сцена като част от категорията Under Women, водена от рапър Федец. По време на вечерите Рошел изпълнява своя неиздавана песен с поп и електронно звучене What U Do to Me, продуцирана от Merk & Kremont и накрая се класира на четвърто място.
Въпреки че не печели шоуто за таланти, Сони Мюзик Италия все пак решава да подпише договор с нея и да работи върху първото ѝ самостоятелно EP. Дебютният сингъл на Рошел What U Do to Me, издаден на 9 декември 2016 г., става платинен през 2018 г. след като заема 3-та позиция в Класацията на FIMI. В същата класация тя поставя под номер 89 и кавъра си на Animal – песен на Yelawolf, направена за X Factor.

### Годините в Сони, първи сингли и сътрудничества (2017 – 2019)
След края на X Factor Сони Мюзик Италия пуска първото EP на Рошел What U Do to Me, което получава заглавието си от едноименния ѝ дебютен сингъл. Проектът включва кавърите, представени от певицата по време на шоуто за таланти X Factor: Animal на Yelawolf, Cold Water на Мейджър Лейзър и Джъстин Бийбър, Heavydirtysoul на Туенти Уан Пайлътс и Doo Wop (That Thing) на Лорин Хил. EP-то към 2017 г. е сертифицирано като златно в Италия.
В началото на 2017 г. Рошел популяризира дебютното си EP с мини турне, наречено Anymal Tour, и скоро след това е определена от сп. Вог Италия като един от новите италиански изпълнители, които трябва да забележиш за 2017 г. През същата година певицата започва работа по първия си албум с неиздавани песни: предвид нейната предразположеност към музиката на английски език нейният лейбъл първоначално има за цел да създаде проект с международно звучене.
На 9 юни 2017 г. излиза вторият ѝ сингъл с поп, трап и електронни звуци, озаглавен Body Adi. Песента е написана и композирана между Милано и Лос Анджелис в сътрудничество с известното издателство Pulse Music Group, а продукцията е на известния продуцентски екип The Monsters & Strangerz и е написан от Раджа Кумари и Ферас.
На 13 април 2018 г. издава Drink, продуциран от диджея и продуцент Марко Сиса, характеризиращ се с по поп, фънк и диско звучене, и който дебютира на 67-о място в италианската класация. Видеоклипът към песента е късометражен филм, написан от певицата и режисиран от Андреа Фолино.
В средата на 2018 г. Сони променя посоката на звукозаписния проект на Рошел, изоставяйки идеята за международен и англоезичен албум в полза на италиански проект с urban звуци. Така Рошел започва да работи с Дон Джо и от тяхното сътрудничество се ражда първият сингъл на изпълнителката на италиански, озаглавен Tutti Frutty и издаден на 31 октомври 2018 г. Сингълът има незабавен успех в мрежата, надхвърля милион гледания за кратко време и предизвиква няколко противоречия относно сцена, в която тя се появява гола на бял кон в пустеещия Милано.
2019 е годината, изпълнена със сътрудничество за Рошел. Тя е избрана от Мис Кета за ремикса на сингъла Le donne di Porta Venezia заедно с Джоан Тиле, Ла Пина, Елоди и Пристис. Няколко месеца по-късно си сътрудничи с Нек в песента „Заедно се печели“ (Insieme si vince) за рекламата на бисквити Ринго. През август 2019 г. тя пуска сингъла Mama в сътрудничество с Леле Блейд, характеризиращ се с urban и латино звуци, написан от изпълнителката с Андреа Спигароли и продуциран от Микеле Канова Йорфида и Кендзо.

### Договор с Айлънд Рекърдс и Юнивърсъл (2020 – 2021)
На 9 януари 2020 г. излиза сингълът ѝ „Естествена роза“ (Rosa Naturale), включващ сътрудничество с рапъра Емис Кила, написан от него заедно с певеца Махмуд и продуциран от Мейс и Суон. Сингълът е последният за Рошел, издаден от Сони Мюзик Италия и влиза в Класацията на FIMI на 74-то място. Също през 2020 г., по повод повторното издаване на албума Emanuele на рапъра Джеолиер, тя си сътрудничи за ремикса на песента Na' Catena, която стига до номер 64 в италианската класация и която към 2021 г. е платинена.
След среща с Якопо Пеше и Шабло Рошел подписва с Айлънд Рекърдс и Юнивърсъл Мюзик Италия. На 7 октомври 2020 г. е пуснат първият ѝ сингъл с новата звукозаписна компания, озаглавен 00:23, продуциран от Андри дъ Хитмейкър и написан и композиран от самата Рошел заедно с Андреа „Бланк“ Спигароли, Ракеле Меро, Ралф Лотрек, Дон Джо и Вегас Джоунс. Сингълът говори за страха на певицата да не може да остави следа в света, но и за връзката, която е имала с жена, впоследствие приключила; тази връзка е потвърдена от нея в интервю за телевизионното предаване „Ле Йене“.
На 11 ноември 2020 г. излиза сингълът ѝ 7 giorni – R&B със средно темпо, написан и композиран от Рошел заедно с Ракеле Меро и Джоел „AJ“ Айну от Соул Систъм и продуциран от Андри дъ Хитмейкър.
През декември 2020 г. тя е гост изпълнителка на сингъла на Томи Дали Vernice.
На 30 април 2021 г. излиза албумът Taxi Driver на рапъра Еркоми, който достига номер 1 в класацията за албуми на FIMI и който съдържа песента „Рай срещу Ад (интерлюдия)“ (Paradiso vs. Inferno (Interlude)), в който Рошел е гост изпълнителка.
На 12 май 2021 г. тя издава третия си сингъл за Айлънд Рекърдс Италия, озаглавен „Обичам те, мразя те“ (Ti Amo, ti odio) в сътрудничество с Гуе Пекеньо, Мекна и Шабло, който също е продуцент на парчето заедно с Лука Фараоне. Песента е написана и композирана от певицата заедно с Валерия Палмитеса, Джанклаудия Франкини и Лука Фараоне.

### Sentimental Season– първо EP с неиздавани песни (2021)
На 3 декември 2021 г. е издадено първото ѝ EP с неиздавани песни, предшестван по Инстаграм TV от добавянето на неиздаваната песен Rusinè.

## Музикални влияния
Рошел е силно повлияна от американската хип-хоп и R&B музика и сред основните си музикални влияния тя посочва Бионсе, Лорин Хил, Ариана Гранде, Уитни Хюстън, Риана, Розалия, Bad Bunny и рапъра Мак Милър. На последния тя посвещава татуировка, тъй като го определя като изпълнителя, успял да я сближи с хип-хоп музиката. В интервю за сп. Marie Claire певицата казва, че също е вдъхновена от неаполитанската песен, тъй като един от най-ранните ѝ спомени, свързани с музиката, се отнася до песента E Pazzielleì на Тереза Де Сио, която майка ѝ е пускала на нея и братята ѝ.

## Дискография

### EP-та
- 2016 – What U Do to Me
- 2021 – Sentimental Season

### Сингли
Като основна изпълнителка
- 2016 – What U Do to Me
- 2017 – Body Adi
- 2018 – Drink
- 2018 – Tutti Frutty
- 2019 – Mama (с участието на Леле Блейд)
- 2020 – Rosa naturale (с участието на Емис Кила)
- 2020 – 00:23
- 2020 – 7 giorni
- 2021 – Ti amo, ti odio (с участието на Гуè, Мекна, Шабло)

Като гост изпълнителка
- 2019 – Le ragazze di Porta Venezia – The Manifesto (Мис Кета с участието на Елоди, Джоан Тиле, Рошел, Ла Пина, Пристис)
- 2019 – Dove inizia il cielo (Нек с участието на Рошел)
- 2020 – Na Catena (Rmx) (Джеолиер с участието на Рошел)
- 2020 – Vernice (Томи Дали с участието на Рошел)
- 2021 – Paradiso vs. Inferno (Interlude) (Еркоми с участието на Рошел)
- 2021 – Segreti (Янг Кали с участието на Рошел)

## Музикални видеоклипове
Като основна изпълнителка
- 2017 – What U Do to Me
- 2017 – Body Adi
- 2018 – Drink
- 2018 – Tutti Frutty
- 2019 – Mama (с Леле Блейд)
- 2020 – 00:23
- 2021 – Ti amo, ti odio (с Шабло ft. Гуè, Мекна)
- 2023 – Nella tana del mostro
- 2023 – Melancholia

Като гост изпълнителка
- 2019 – Le ragazze di Porta Venezia (Мис Кета ft. Елоди, Пристис, Ла Пина, Рошел, Джоан Тиле)
- 2019 – Dove inizia il cielo (Нек ft. Рошел)
- 2021 – Paradiso vs. Inferno (Еркоми ft. Рошел)

## Телевизионни програми
2016 – X Factor (Sky Uno, 2016) – конкурентка, 4-то място